# Lissoclinum limosum
Lissoclinum limosum är en sjöpungsart som beskrevs av Kott 200. Lissoclinum limosum ingår i släktet Lissoclinum och familjen Didemnidae. Inga underarter finns listade i Catalogue of Life.